# Meinrad Limbeck
Meinrad Limbeck (* 7. November 1934 in Backnang; † 15. Juni 2021) war ein deutscher katholischer Theologe.

## Leben
Meinrad Limbeck studierte Philosophie und Katholische Theologie in Tübingen und Bonn und empfing 1960 in Ludwigsburg (Diözese Rottenburg-Stuttgart) die Priesterweihe. Nach Tätigkeiten als Seelsorger in Stuttgart, Hirsau, Ochsenhausen und Gutenzell sowie einem halben Jahr Aufenthalt im Zisterzienserkloster Hauterive war er von 1966 bis 1974 wissenschaftlicher Assistent bei Karl Hermann Schelkle (Neues Testament) und Herbert Haag (Altes Testament) in Tübingen. Hier wurde er 1970 aufgrund der Dissertation Die Ordnung des Heils. Untersuchungen zum Gesetzesverständnis des Frühjudentums (Düsseldorf 1971) zum Doktor der Theologie promoviert.
Seit 1974 war er wissenschaftlicher Mitarbeiter beim Katholischen Bibelwerk. 
Aufgrund seiner Laisierung und Heirat konnte er seine akademische Laufbahn nicht fortsetzen. 
Von Oktober 1981 bis 2000 war er Akademischer Oberrat für Biblische Sprachen an der Katholisch-Theologischen Fakultät der Universität Tübingen.

## Wirkung
Mit seiner Arbeit leistete Meinrad Limbeck einen wichtigen Beitrag dazu, eine angemessene Sicht auf das Toraverständnis in frühjüdischer Zeit zu gewinnen und den vermeintlichen Gegensatz zwischen Gesetz und Evangelium in der Forschung zu überwinden. Das Thema beschäftigte ihn über Jahrzehnte, bis hin zur Publikation Das Gesetz im Alten und Neuen Testament und darüber hinaus. In der Einleitung zu diesem Werk schreibt er, „dass sich das Neue Testament nur dort sachgerecht verstehen lässt, wo man sich zuvor die Mühe gemacht hat, Israels Sprache ernst zu nehmen und Israels Lebenswelt zu verstehen“.

## Veröffentlichungen (Auswahl)
- Abschied vom Opfertod. Matthias Grünewald Verlag, Ostfildern 2012
- Das Gesetz im Alten und Neuen Testament. Sonderausgabe. Wissenschaftliche Buchgesellschaft, Darmstadt 2006 (1. Auflage Wissenschaftliche Buchgesellschaft, Darmstadt 1997)
- Alles Leid ist gottlos. Ijobs Hoffnung contra Jesu Todesschrei. Katholisches Bibelwerk, Stuttgart 2005
- Wie Glauben heute möglich ist. Eine Hinführung. Katholisches Bibelwerk, Stuttgart 2004
- Christus Jesus. Der Weg seines Lebens – ein Modell. Katholisches Bibelwerk, Stuttgart 2003
- Zürnt Gott wirklich? Fragen an Paulus. Katholisches Bibelwerk, Stuttgart 2001
- Matthäus-Evangelium (= Stuttgarter kleiner Kommentar / Neues Testament [N.F.], 1). 4. Auflage. Katholisches Bibelwerk, Stuttgart 1995
- Markus-Evangelium (= Stuttgarter kleiner Kommentar / Neues Testament [N.F.], 2). 5. Auflage. Katholisches Bibelwerk, Stuttgart 1993
- Mit Paulus Christ sein. Sachbuch zur Person und Theologie des Apostels Paulus. Katholisches Bibelwerk, Stuttgart 1992
- Die Ordnung des Heils. Untersuchungen zum Gesetzesverständnis des Frühjudentums. Düsseldorf 1971 (Dissertation)